# أحمد عبد الصمد (صحفي)
أحمد عبد الصمد هو صحفي ومراسل عراقي من البصرة، عرف بمناهضته للأحزاب الموالية لإيران تم اغتياله في يوم 10 كانون الثاني يناير 2020 من قبل مسلحين مجهولين برفقة المصور صفاء غالي. وكان قد عمل مع قناتي دجلة و روسيا اليوم وكان ينتقد النظام الإيراني والأحزاب الموالية له في العراق في فيديوهات كان يبثها في فترتي احتجاجات جنوب العراق 2018 و الاحتجاجات العراقية 2019–20. وكان قد حصل سابقاً على جائزة درع أشجع مراسل ميداني في محافظة البصرة.

## ردود الفعل
- طالبت المديرة العامة لليونسكو أودري أزولاي السلطات العراقية على محاسبة المسؤولين عن مقتل أحمد عبد الصمد وصفاء غالي.[3]
- استنكرت منظمة مراسلون بلا حدود ما حصل لأحمد عبد الصمد وصفاء غالي ونددت بالخطر المحيط بالصحفيين المحليين في العراق وألذين يسلطون الضوء على الوضع السياسي في البلاد.[4]